# Fenomenal
Fenomenal è stato un programma televisivo italiano di genere game show, in onda nel prime time di Italia 1 dal 6 al 27 maggio 2010 e dal 22 marzo al 15 aprile 2011, scritto da: Cesare Vodani, Andrea Boin, Graziano Cutrona, Cristiano Fantechi, Luciano Federico, Manolo Bernardo e Antonio Losito.

## Il programma
Il programma, nato da un format giapponese, unisce le caratteristiche del game show alla divulgazione scientifica e all'intrattenimento, con vari momenti comici. La trasmissione va in onda in differita sotto la conduzione di Teo Mammucari affiancato da un cast variegato.

### Lo studio
Fenomenal spicca per la sua struttura scenografica che prevede un'arena circolare che permette a Mammucari di interagire con gli ospiti e con gli spettatori in studio. Il pubblico, infatti, partecipa al gioco seduto su pedane di colore rosso fuoco che ricordano la colata lavica dei vulcani e che circondano la tribuna. Il programma, in onda in differita, è realizzato presso Robinie Studio (Cologno Monzese).

### Regole del gioco
Nel programma i sei ospiti si sfidano in domande a profilo scientifico che verranno poi provate attraverso video o dimostrazioni in studio.
Alla risposta errata di un concorrente il "cervello" virtuale diminuisce la sua grandezza, ad ogni risposta esatta la grandezza aumenta.
Se il cervello diventa troppo piccolo, spesso viene sostituito da un animale marino, come un pesce rosso, una stella marina o un polpo, come capitato nella seconda puntata a Mughini o nella terza alla Moreira e D'Orazio.

### Cast
Gli ospiti fissi della prima edizione del programma sono stati Massimo Bagnato nel ruolo del comico principale, il Mago Forest e Juliana Moreira come concorrenti. Dopo i buoni risultati della prima edizione, viene istituita una seconda edizione del programma: le novità della seconda edizione furono gli esperimenti dei baby scienziati, ovvero dei bambini che fanno degli esperimenti scientifici in studio con l'aiuto della valletta Veronica Ciardi.
Gli ospiti fissi della seconda edizione del programma sono stati Massimo Bagnato nel ruolo del comico principale con il Mago Forest (questa volta senza Juliana Moreira) come concorrente. Presenza fissa in entrambe le edizioni fu la valletta Veronica Ciardi.

### Curiosità
Alcune curiosità legate alla trasmissione sono le seguenti:
- Il 3 giugno 2010 è andata in onda l'ultima puntata della prima edizione, con il meglio dello show, intitolata "L'ultimissima di Fenomenal".
- Il 22 aprile 2011 è andata in onda l'ultima puntata della seconda edizione, con il meglio dello show, intitolata "L'ultimissima di Fenomenal".
- Il programma è stato replicato più volte su Mediaset Extra e Italia 2 in vari orari e persino nel day-time (e anche nel prime time) estivo di Italia 1.
- Presenza fissa di entrambe le edizioni (nel 2010 e nel 2011) del programma fu la valletta Veronica Ciardi, la quale fu anche una delle concorrenti della prima puntata della prima edizione in sostituzione di una concorrente assente alla registrazione di tale puntata: così disse il conduttore all'inizio della prima puntata, la quale fu vinta proprio dalla valletta Veronica Ciardi battendo il concorrente Lele Mora nel duello finale.

## Edizioni
In grassetto è indicato il vincitore di puntata.

### Prima edizione
| Puntata | Messa in onda  | Ospiti                                                                                               | Telespettatori | Share  |
| ------- | -------------- | --- | -------------- | ------ |
| 1       | 6 maggio 2010  | Mago Forest, Juliana Moreira, Sergio Múñiz, Adriano Panatta, Veronica Ciardi, Lele Mora              | 2.773.000      | 11,95% |
| 2       | 13 maggio 2010 | Mago Forest, Juliana Moreira, Christian Panucci, Aída Yéspica, Giampiero Mughini, Nadia Rinaldi      | 2.774.000      | 13,07% |
| 3       | 20 maggio 2010 | Mago Forest, Juliana Moreira, Sergio Múñiz, Stefano D'Orazio, Rita Rusić, Cecilia Capriotti          | 2.634.000      | 12,13% |
| 4       | 27 maggio 2010 | Mago Forest, Juliana Moreira, Valeria Marini, Alessandro Cecchi Paone, Aída Yéspica, Enrico Lo Verso | 2.624.000      | 12,74% |

### Seconda edizione
| Puntata | Data           | Ospiti                                                                                               | Telespettatori | Share  |
| ------- | -------------- | --- | -------------- | ------ |
| 1       | 22 marzo 2011  | Roberta Lanfranchi, Bruno Arena, Massimiliano Cavallari, Marcella Bella, Natalie Kriz, Mago Forest   | 1.825.000      | 7,19%  |
| 2       | 29 marzo 2011  | Laura Barriales, Rosita Celentano, Natalia Bush, Franco Califano, Massimo Ciavarro, Mago Forest      | 1.972.000      | 7,87%  |
| 3       | 8 aprile 2011  | Elena Santarelli, Lola Ponce, Melissa Satta, Aldo Montano, Mal, Mago Forest                          | 2.024.000      | 10,25% |
| 4       | 15 aprile 2011 | Mago Forest, Nino D'Angelo, Mara Maionchi, Fiammetta Cicogna, Guendalina Tavassi, Adriano Pappalardo | 2.340.000      | 11,84% |